# Вікторія Здрок
Вікто́рія Здрок (англ. Victoria Zdrok; нар. 3 березня 1973, Київ, Українська РСР) — американська модель, порноакторка українського походження. У жовтні 1994 року вибрана Playboy Playmate. У червня 2002 стала «Кішечкою місяця» Penthouse, а в 2004 — «Кішечкою року». Крім основної діяльності в порноіндустрії є психологом і сексологом, має адвокатські навички.

## Біографія
Вікторія Здрок народилася у Києві, має старшу сестру, порномодель Тетяну Здрок. У 17 років закінчила коледж у Пенсильванії, а в 18 — університет. Здобула юридичну освіту, закінчила університет з психології. Пізніше в школі медицини в Нью-Джерсі здобула докторське звання з сексології.
У січні 2001 року її колишній чоловік Олександр Здрок подав позов до суду, щоб отримати матеріальну компенсацію після розлучення в 1996 році. 12 грудня 2009 року Здрок визнала, що одружилася з Олександром, щоб отримати зелену карту.
Вікторія Здрок має доньку Сільвану від Джона Вілсона.

## Кар'єра
У серпні 1994 була названа «Красунею» (англ. «Best Beauty») у Філадельфії. У жовтні того ж року з'явилась на сторінках Playboy.
У червні 2002 році отримала звання «Кішечки місяця». У 2004 у 30 років була названа «Кішечкою року».

## Інші роботи
Здрок написала кілька книжок про секс, серед них: «Анатомія задоволення» (англ. «The Anatomy of Pleasure») і «Доктор Зі навчає: як познайомитися, спокусити і отримати гарячу жінку» (англ. «Dr. Z on Scoring: How to Pick Up, Seduce and Hook Up With Hot Women»).